# Philipp Eng
Philipp Eng (28 febbraio 1990) è un pilota automobilistico austriaco, pilota ufficiale della BMW, con il marchio tedesco gareggia nel Deutsche Tourenwagen Masters e nel Campionato IMSA WeatherTech SportsCar.

## Carriera
Ha vinto nel 2007 la Formula BMW World Final, nel 2014 e nel 2015 la Porsche Carrera Cup Germania e nel 2015 la Porsche Supercup.
Ha partecipato a tre edizioni della 24 Ore di Le Mans (classe GTE Pro) nel 2016 con Porsche, nel 2018 e 2019 con BMW. Con la BMW M8 GTE ha vinto nel 2019 la 24 Ore di Daytona nella classe GTLM, nel 2021 è arrivato secondo nella 12 Ore di Sebring e terzo nella 6 Ore di Watkins Glen.

Per la stagione 2020-2021 della Formula E Eng diventa pilota di riserva del team BMW i Andretti Motorsport insieme a Sheldon van der Linde.

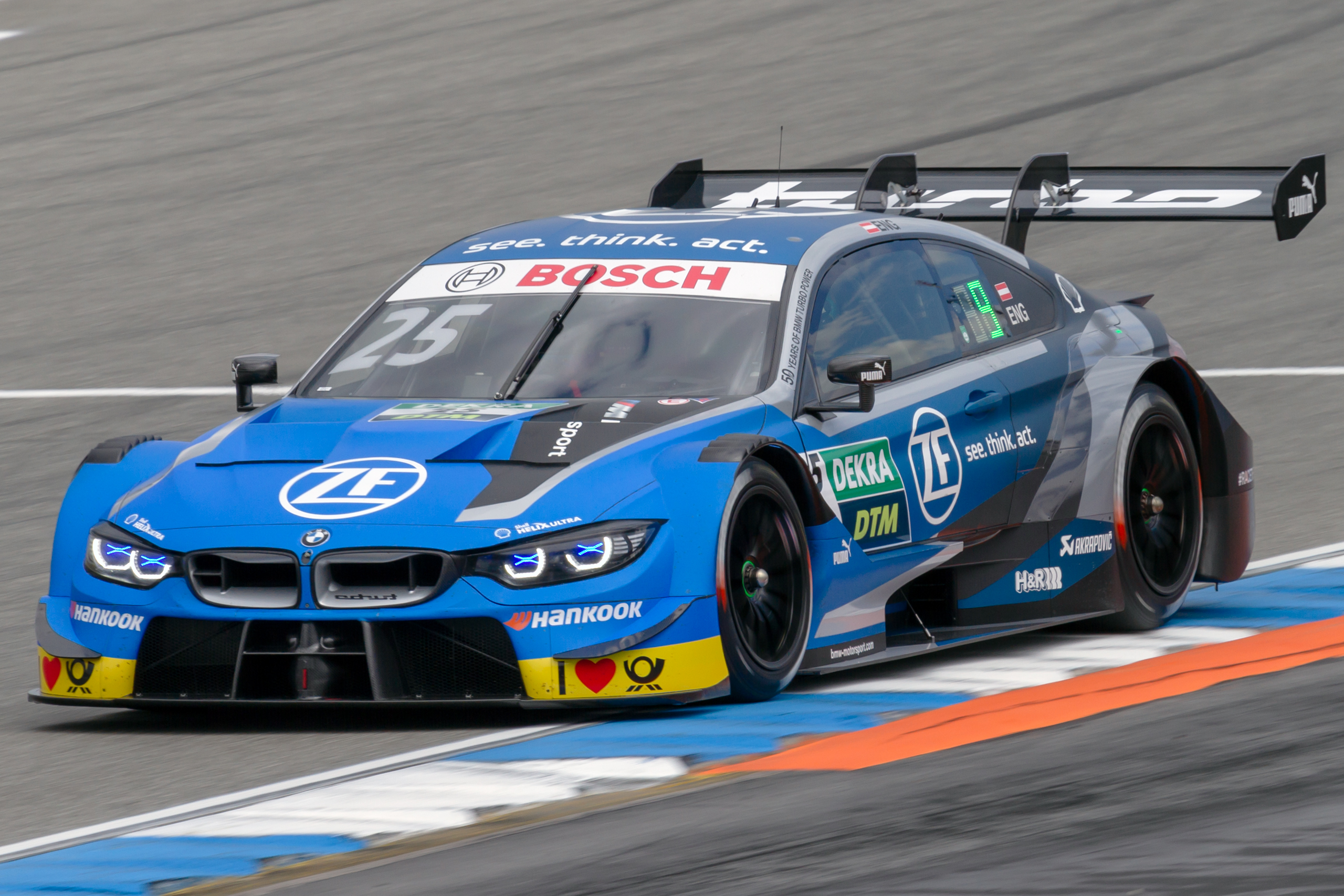
Philipp Eng ad Hockenheim durante la stagione 2019 su BMW M4 Turbo DTM

Nel 2018 entra nel programma della BMW ed esordisce nel DTM guidando la BMW M4 Turbo DTM del team RBM. Eng ottiene due terzi posti, il primo al EuroSpeedway di Lausitz e il secondo al Hungaroring. L'austriaco chiude nono in classifica. Confermato dal team anche per la stagione successiva ottiene la sua prima vittoria nella serie sul Circuito di Zolder. Nel resto della stagione ottiene altri due podi e chiude sesto in classifica, secondo tra i piloti della BMW. Il terzo anno nella serie è negativo rispetto ai precedenti, Eng non ottiene nessun podio e chiude tredicesimo in classifica finale.
Dopo un anno d'assenza, nel 2022 torna nel DTM, questa volta corre per il team Schubert Motorsport, guidando la nuova BMW M4 GT3.
Eng nel settembre del 2022 viene scelto dal team ufficiale BMW, Rahal Letterman Lanigan Racing per competere dal 2023 nella classe GTP del Campionato IMSA WeatherTech SportsCar. Il britannico dividerà la M Hybrid V8 con Augusto Farfus.
Nel 2023 ottiene la vittoria assoluta della 24 Ore di Spa alla guida della BMW M4 GT3.

## Risultati

### Risultati nella 24 Ore di Le Mans
| Anno | Team                  | Co-piloti                         | Auto            | Classe  | Giri | Pos. | Class Pos. |
| ---- | --------------------- | --------------------------------- | --------------- | ------- | ---- | ---- | ---------- |
| 2016 | Dempsey-Proton Racing | Michael Christensen Richard Lietz | Porsche 911 RSR | GTE Pro | 329  | 31°  | 8°         |
| 2018 | BMW Team MTEK         | Nick Catsburg Martin Tomczyk      | BMW M8 GTE      | GTE Pro | 332  | 33°  | 11°        |
| 2019 | BMW Team MTEK         | Nick Catsburg Martin Tomczyk      | BMW M8 GTE      | GTE Pro | 309  | 47°  | 13°        |

### Risultati nel campionato IMSA
| Anno    | Team           | Classe  | Auto            | 1     | 2     | 3     | 4     | 5     | 6     | 7     | 8      | 9     | 10  | 11    | Punti | Pos. |
| ------- | -------------- | ------- | --------------- | ----- | ----- | ----- | ----- | ----- | ----- | ----- | ------ | ----- | --- | ----- | ----- | ---- |
| 2018    | BMW Team RLL   | GTLM    | BMW M8 GTE      | DAY 9 | SEB   | LBH   | MDO   | WGL   | MOS   | LIM   | ELK    | VIR   | LGA | PET   | 22    | 24°  |
| 2019    | BMW Team RLL   | GTLM    | BMW M8 GTE      | DAY 1 | SEB 4 | LBH   | MDO   | WGL   | MOS   | LIM   | ELK    | VIR   | LGA | PET 9 | 85    | 16°  |
| 2020    | BMW Team RLL   | GTLM    | BMW M8 GTE      | DAY 5 | DAY   | SEB   | ELK   | VIR   | ATL   | MDO   | CLT    | PET   | LGA | SEB   | 26    | 15°  |
| 2021    | BMW Team RLL   | GTLM    | BMW M8 GTE      | DAY 5 | SEB 2 | DET   | WGL 3 | WGL   | LIM   | ELK   | LGA    | LBH   | VIR | PET 5 | 1251  | 7°   |
| 2022    | BMW M Team RLL | GTD Pro | BMW M4 GT3      | DAY 9 | SEB 4 | LBH   | LGA   | WGL   | MOS   | LIM   | ELK    | VIR   | PET |       | 542   | 20°  |
| 2023    | BMW M Team RLL | GTP     | BMW M Hybrid V8 | DAY 6 | SEB 8 | LBH 4 | LGA 5 | WGL 8 | MOS 8 | ROA 9 | IMS 10 | PET 8 |     |       | 2341  | 8°   |
| 2024    | BMW M Team RLL | GTP     | BMW M Hybrid V8 | DAY 8 | SEB 6 | LBH 6 | LGA 9 | DET 7 | WGL 5 | ELK 7 | IMS    | PET   |     |       | 1862* |      |
| Legenda |                |         |                 |       |       |       |       |       |       |       |        |       |     |       |       |      |

*Stagione in corso.

### Risultati completi DTM
(legenda) (Le gare in grassetto indicano la pole position) (Le gare in corsivo indicano Gpv)
| Anno | Team                | Vettura          | 1   | 2   | 3   | 4   | 5   | 6   | 7   | 8   | 9   | 10  | 11  | 12  | 13  | 14  | 15  | 16  | 17  | 18  | 19  | 20  | Punti | Pos. |
| ---- | ------------------- | ---------------- | --- | --- | --- | --- | --- | --- | --- | --- | --- | --- | --- | --- | --- | --- | --- | --- | --- | --- | --- | --- | ----- | ---- |
| 2018 | BMW Team RBM        | BMW M4 Turbo DTM | HOC | HOC | LAU | LAU | HUN | HUN | NOR | NOR | ZAN | ZAN | BRH | BRH | MIS | MIS | NÜR | NÜR | RBR | RBR | HOC | HOC | 102   | 9º   |
| 2018 | BMW Team RBM        | BMW M4 Turbo DTM | 16  | 14  | 32  | 71  | 18  | 3   | 52  | 11  | 14  | 42  | 5   | 7   | 8   | 16  | 16  | 83  | 8   | 9   | 12  | 8   | 102   | 9º   |
| 2019 | BMW Team RBM        | BMW M4 Turbo DTM | HOC | HOC | ZOL | ZOL | MIS | MIS | NOR | NOR | ASS | ASS | BRH | BRH | LAU | LAU | NÜR | NÜR | HOC | HOC |     |     | 114   | 6º   |
| 2019 | BMW Team RBM        | BMW M4 Turbo DTM | 14  | 41  | 1   | 23  | 7   | 2   | 7   | 5   | 4   | 13  | 6   | 5   | 5   | 10  | 14  | 8   | Rit | 14  |     |     | 114   | 6º   |
| 2020 | BMW Team RBM        | BMW M4 Turbo DTM | SPA | SPA | LAU | LAU | LAU | LAU | ASS | ASS | NUR | NUR | NUR | NUR | ZO  | ZO  | ZOL | ZOL | HOC | HOC |     |     | 44    | 13º  |
| 2020 | BMW Team RBM        | BMW M4 Turbo DTM | 6   | 11  | 9   | 7   | 8   | 12  | 13  | 9   | 6   | 10  | 4   | 12  | 9   | 14  | 12  | Rit | 9   | 10  |     |     | 44    | 13º  |
| 2022 | Schubert Motorsport | BMW M4 GT3       | POR | POR | LAU | LAU | IMO | IMO | NOR | NOR | NÜR | NÜR | SPA | SPA | RBR | RBR | HOC | HOC |     |     |     |     | 64    | 14º  |
| 2022 | Schubert Motorsport | BMW M4 GT3       | 9   | Rit | Rit | 4   | 12  | 6   | 5   | 11  | 6   | Rit | Rit | 7   | 12  | 5   | 6   |     |     |     |     |     | 64    | 14º  |

### Pure ETCR /  ETCR
| Anno    | Squadra               | Vettura                | ITA | SPA | DAN | UNG | FRA | Punti | Pos. |
| ------- | --------------------- | ---------------------- | --- | --- | --- | --- | --- | ----- | ---- |
| 2021    | Romeo Ferraris - M1RA | Alfa Romeo Giulia ETCR |     |     | 1   | 2   | 12  | 159   | 11°  |
| Legenda |                       |                        |     |     |     |     |     |       |      |